# 托伊沃·洛科拉
托伊沃·洛科拉（芬蘭語：Toivo Loukola，1902年10月2日—1984年1月10日），芬兰男子田径运动员。他曾代表芬兰参加1928年夏季奥林匹克运动会田径比赛，获得男子3000米障碍金牌。